# Creed (EP sastava Creed)
Creed je maxi EP sastava Creed. Izdan je 1985. Žanrovski pripada kršćanskom metalu.

## Popis pjesama
1. Turning Darkness Into Light
2. New Born
3. Longing for You
4. Silent Prayer